# Copinage
 (décembre 2016).
Si vous disposez d'ouvrages ou d'articles de référence ou si vous connaissez des sites web de qualité traitant du thème abordé ici, merci de compléter l'article en donnant les références utiles à sa vérifiabilité et en les liant à la section « Notes et références ».

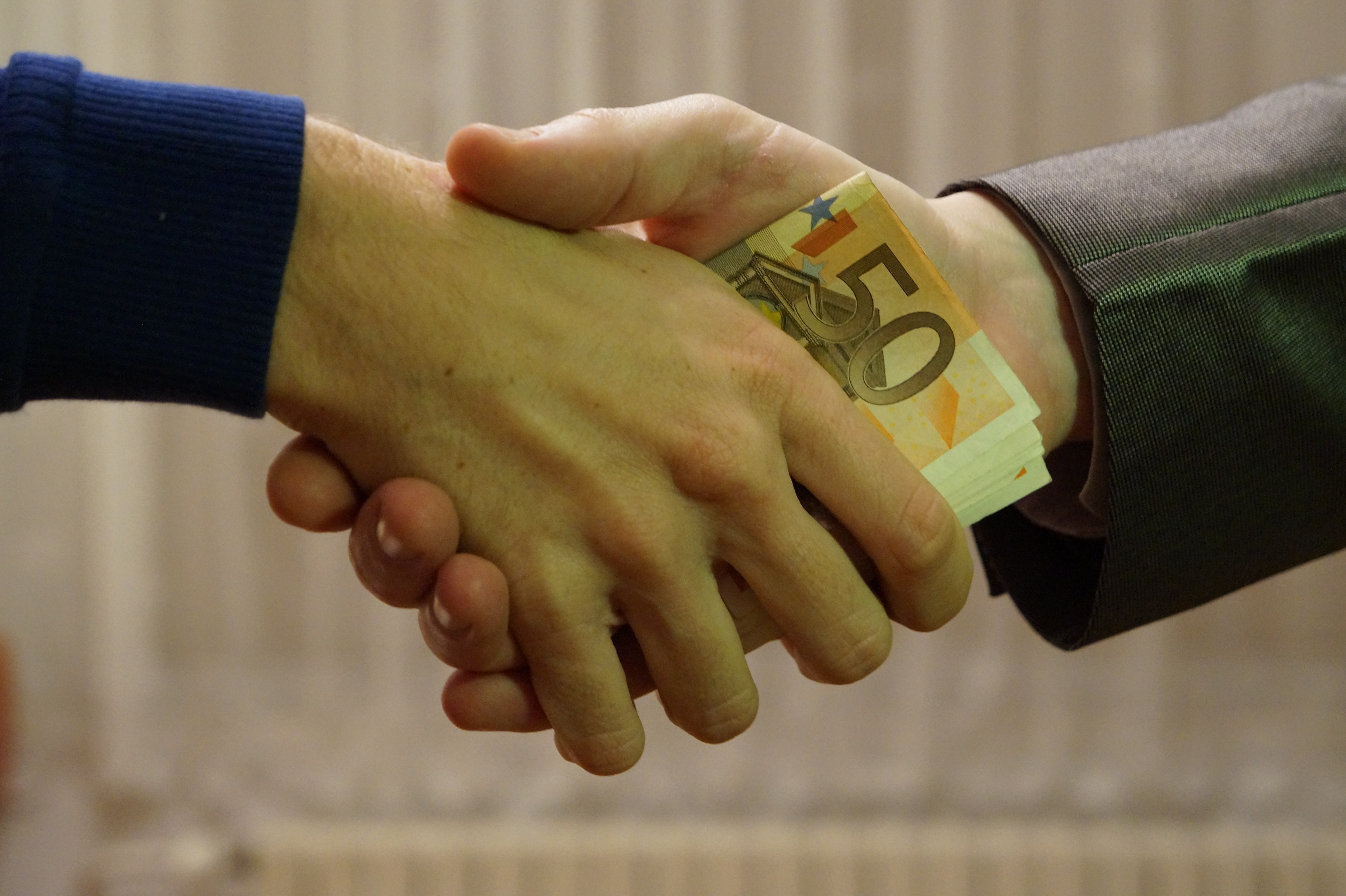
Corruption économique

Le copinage (en anglais cronyism) est une forme de favoritisme qui consiste à accorder des postes, des contrats ou d’autres opportunités professionnelles à des amis, des proches ou des personnes partageant les mêmes perspectives et idéaux politiques, sans tenir compte de leurs compétences ou qualifications. Le  népotisme, dérivé de l'italien « neveu », désigne le favoritisme envers les membres de la famille.
La différence entre le copinage et l'embauche sur recommandation (dite cooptation) ou au sein d'un réseau professionnel est que dans ces derniers cas, bien que la préférence soit donnée à une personne recommandée, celle-ci dispose bel et bien des qualifications requises et se voit être nommée par ses comparses.

## Risques liés au copinage[3]
Le copinage peut s'agir d'une forme de corruption lorsqu’il repose sur l’octroi d’avantages, de postes ou de contrats en échange de soutien politique, sans considération pour l’intérêt public ou la compétence. Cette pratique compromet l’intégrité des institutions en détournant les ressources publiques et en faussant les processus décisionnels .

## Mesures contre le copinage
Max Weber pense pouvoir prévenir ce genre de dérives par la nomination de fonctionnaires selon leur expérience ou leurs qualifications. D'autres méthodes sont employées dans certains pays, comme le recrutement sur concours ouvert, qui est censé permettre d'éviter le copinage. Plus récemment, avec les mesures de la nouvelle gestion publique, la suppression de la progression automatique dans la hiérarchie, l'embauche sur contrat, elle aussi préconisée par Weber ou l'évaluation sur les résultats, sont des méthodes qui ont pour but d'enrayer les inefficiences notamment liées au copinage.
Il reste toutefois difficile de combattre cette pratique, qui reste plus ou moins légale, surtout dans des systèmes comme le système des dépouilles américain, qui permettait de nommer à des postes de haut fonctionnaire des membres du parti ou des sympathisants de l'élu politique. Ce système a pour but original d'éviter les pesanteurs administratives potentiellement créées par des hauts fonctionnaires en désaccord politique avec l'élu au pouvoir. Toutefois, les dérives sont évidemment faciles.